# Liste der Kulturdenkmale in Tübingen
In der Liste der Kulturdenkmale in Tübingen sind Bau- und Kunstdenkmale der Stadt Tübingen verzeichnet, die im „Verzeichnis der unbeweglichen Bau- und Kunstdenkmale und der zu prüfenden Objekte“ des Landesamts für Denkmalpflege Baden-Württemberg verzeichnet sind. Dieses Verzeichnis ist nicht öffentlich und kann nur bei „berechtigtem Interesse“ eingesehen werden. Die folgende Liste ist daher nicht vollständig und beruht auf anderweitig veröffentlichten Angaben.

## Auflistung

### Bebenhausen
| Bild | Bezeichnung                                                              | Lage                                                                                                 | Datierung             | Beschreibung                                                            | ID |
| ---- | ------------------------------------------------------------------------ | --- | --------------------- | ----------------------------------------------------------------------- | -- |
|      | Gewann Bienengarten                                                      | Bebenhausen                                                                                          |                       | Kulturdenkmal (Grünfläche)                                              |    |
|      | Gewann Birkenwiese                                                       | Bebenhausen                                                                                          |                       | Erhaltenswerte historische Grün- und Freifläche                         |    |
|      | Gewann Entringer Tal                                                     | Bebenhausen                                                                                          |                       | Erhaltenswerte historische Grün- und Freifläche                         |    |
|      | Gewann Gaishalde                                                         | Bebenhausen                                                                                          |                       | Erhaltenswerte historische Grün- und Freifläche                         |    |
|      | Gewann Herrengarten                                                      | Bebenhausen                                                                                          |                       | Erhaltenswerte historische Grün- und Freifläche                         |    |
|      | Gewann Jordan                                                            | Bebenhausen                                                                                          |                       | Erhaltenswerte historische Grün- und Freifläche                         |    |
|      | Gewann Kalkacker und Untere Kalkäcker                                    | Bebenhausen                                                                                          |                       | Erhaltenswerte historische Grün- und Freifläche                         |    |
|      | Gewann Langwiese                                                         | Bebenhausen                                                                                          |                       | Erhaltenswerte historische Grün- und Freifläche                         |    |
|      | Gewann Mühlrain                                                          | Bebenhausen                                                                                          |                       | Erhaltenswerte historische Grün- und Freifläche                         |    |
|      | Gewann Prälatengarten                                                    | Bebenhausen                                                                                          |                       | Kulturdenkmal (Grünfläche)                                              |    |
|      | Gewann Schmidwiesen                                                      | Bebenhausen                                                                                          |                       | Erhaltenswerte historische Grün- und Freifläche                         |    |
|      | Gewann Waschgarten                                                       | Bebenhausen                                                                                          |                       | Erhaltenswerte historische Grün- und Freifläche                         |    |
|      | Gewann Waschwiese                                                        | Bebenhausen                                                                                          |                       | Erhaltenswerte historische Grün- und Freifläche                         |    |
|      | Gewann Weiheräcker                                                       | Bebenhausen                                                                                          |                       | Erhaltenswerte historische Grün- und Freifläche                         |    |
|      | Gewann Zeughausgarten                                                    | Bebenhausen                                                                                          |                       | Erhaltenswerte historische Grün- und Freifläche                         |    |
|      | Gewann Ziegelhütte                                                       | Bebenhausen                                                                                          |                       | Erhaltenswerte historische Grün- und Freifläche                         |    |
|      | Gewann Ziegelwiese                                                       | Bebenhausen                                                                                          |                       | Erhaltenswerte historische Grün- und Freifläche                         |    |
|      | Nördlicher Ortsrand                                                      | Bebenhausen                                                                                          |                       | Erhaltenswerter historischer Ortsrand                                   |    |
|      | Östlicher Ortsrand                                                       | Bebenhausen                                                                                          |                       | Erhaltenswerter historischer Ortsrand                                   |    |
|      | Südlicher Ortsrand                                                       | Bebenhausen                                                                                          |                       | Erhaltenswerter historischer Ortsrand                                   |    |
|      | Westlicher Ortsrand                                                      | Bebenhausen                                                                                          |                       | Erhaltenswerter historischer Ortsrand                                   |    |
|      | Äußere Klostermauer                                                      | Bebenhausen                                                                                          | 1267                  | Geschützt nach § 12 DSchG                                               |    |
|      | Innere Klostermauer und Wehrgang                                         | Bebenhausen                                                                                          | 1414                  | Geschützt nach § 12 DSchG                                               |    |
|      | Goldersbach                                                              | Bebenhausen                                                                                          |                       | Erhaltenswertes historisches Gewässer                                   |    |
|      | Alte Straße                                                              | Bebenhausen                                                                                          |                       | Kulturdenkmal (Verkehrs- und Wirtschaftsfläche)                         |    |
|      | Brücke Mühlkanal                                                         | Bebenhausen, Alte Straße                                                                             |                       | Geschützt nach § 2 DSchG                                                |    |
|      | Am Goldersbach                                                           | Bebenhausen                                                                                          |                       | Erhaltenswerter historischer Straßenraum                                |    |
|      | Ehem. Waagehäuschen                                                      | Bebenhausen, Am Goldersbach Nr. 1                                                                    | 1900                  | Erhaltenswertes Objekt                                                  |    |
|      | Wohnhaus                                                                 | Bebenhausen, Am Goldersbach Nr. 6 (Karte)                                                            | 1912                  | Erhaltenswertes Gebäude                                                 | BW |
|      | Wohnhaus                                                                 | Bebenhausen, Am Goldersbach Nr. 10 (Karte)                                                           | 1878                  | Erhaltenswertes Gebäude                                                 | BW |
|      | Wohnhaus und Scheune                                                     | Bebenhausen, Am Goldersbach Nr. 16, Nr. 18 (Karte)                                                   | 1920er Jahre          | Erhaltenswerte Gebäude                                                  | BW |
|      | Am Jordan                                                                | Bebenhausen                                                                                          |                       | Erhaltenswerter historischer Straßenraum                                |    |
|      | Wohnhaus                                                                 | Bebenhausen, Am Jordan Nr. 1                                                                         | um 1920               | Prüffall                                                                |    |
|      | Wohnhaus                                                                 | Bebenhausen, Am Jordan Nr. 3                                                                         | 1909                  | Prüffall                                                                |    |
|      | Am Mühlrain                                                              | Bebenhausen                                                                                          |                       | Erhaltenswerter historischer Straßenraum                                |    |
|      | Wohnhaus                                                                 | Bebenhausen, Am Mühlrain Nr. 3                                                                       | um 1950               | Erhaltenswertes Gebäude                                                 |    |
|      | Wohnhaus                                                                 | Bebenhausen, Am Mühlrain Nr. 6                                                                       | 1950er Jahre          | Erhaltenswertes Gebäude                                                 |    |
|      | Am Ziegelberg                                                            | Bebenhausen                                                                                          |                       | Erhaltenswerter historischer Straßenraum                                |    |
|      | Brücke Am Ziegelberg                                                     | Bebenhausen, Am Ziegelberg                                                                           |                       | Geschützt nach § 2 DSchG                                                |    |
|      | Wohnhaus                                                                 | Bebenhausen, Am Ziegelberg Nr. 1                                                                     | um 1920               | Erhaltenswertes Gebäude                                                 |    |
|      | Wohnhaus                                                                 | Bebenhausen, Am Ziegelberg Nr. 2                                                                     |                       | Prüffall                                                                |    |
|      | Wohnhaus                                                                 | Bebenhausen, Am Ziegelberg Nr. 6                                                                     | 1950                  | Prüffall                                                                |    |
|      | Beim Schloss                                                             | Bebenhausen                                                                                          |                       | Kulturdenkmal (Verkehrs- und Wirtschaftsfläche)                         |    |
|      | Wohnhaus und Ökonomiegebäude                                             | Bebenhausen, Beim Schloss Nr. 1, Nr. 3, Nr. 5                                                        |                       | Geschützt nach § 2 DSchG                                                |    |
|      | Ziehbrunnen                                                              | Bebenhausen, Beim Schloss Nr. 7                                                                      |                       | Geschützt nach § 2 DSchG                                                |    |
|      | Sog. Küferhaus (ehem. Pförtnerhaus, Torhaus)                             | Bebenhausen, Beim Schloss Nr. 17                                                                     |                       | Geschützt nach § 2 DSchG                                                |    |
|      | Wohnhaus                                                                 | Bebenhausen, Beim Schloss Nr. 19                                                                     | 1338/39               | Geschützt nach § 2 DSchG                                                |    |
|      | Böblinger Straße                                                         | Bebenhausen                                                                                          |                       | Kulturdenkmal (Verkehrs- und Wirtschaftsfläche)                         |    |
|      | Wohnhaus und Ökonomie (ehem. Klosterherberge)                            | Bebenhausen, Böblinger Straße Nr. 15, Nr. 15/1                                                       | 13. Jh.               | Geschützt nach § 2 DSchG                                                |    |
|      | Wohnhaus                                                                 | Bebenhausen, Böblinger Straße Nr. 22                                                                 | 1908                  | Geschützt nach § 2 DSchG                                                |    |
|      | Wohnhaus                                                                 | Bebenhausen, Böblinger Straße Nr. 23                                                                 | 1908                  | Erhaltenswertes Gebäude                                                 |    |
|      | Forstamt                                                                 | Bebenhausen                                                                                          |                       | Kulturdenkmal (Verkehrs- und Wirtschaftsfläche)                         |    |
|      | Ehem. Heuhaus                                                            | Bebenhausen, Forstamt Nr. 2                                                                          | 1774                  | Geschützt nach § 2 DSchG                                                |    |
|      | Ehem. Abtshaus, Prälatur                                                 | Bebenhausen, Forstamt Nr. 4                                                                          | 1339                  | Geschützt nach § 2 DSchG                                                |    |
|      | Laufbrunnen                                                              | Bebenhausen, Forstamt Nr. 4 (bei)                                                                    | 2. Hälfte des 19. Jh. | Geschützt nach § 2 DSchG                                                |    |
|      | Im Schloss                                                               | Bebenhausen                                                                                          |                       | Kulturdenkmal (Verkehrs- und Wirtschaftsfläche)                         |    |
|      | Ehem. Dorment im Ostflügel der Klausur                                   | Bebenhausen, Im Schloss Nr. 1                                                                        | um 1210               | Geschützt nach § 2 DSchG                                                |    |
|      | Ehem. Sommerrefektorium im Südflügel der Klausur                         | Bebenhausen, Im Schloss Nr. 1                                                                        | 1335                  | Geschützt nach § 2 DSchG                                                |    |
|      | Ehem. Winterrefektorium im Westflügel der Klausur                        | Bebenhausen, Im Schloss Nr. 1                                                                        | 2. Hälfte des 13. Jh. | Geschützt nach § 2 DSchG                                                |    |
|      | Kreuzgang mit Brunnenhaus                                                | Bebenhausen, Im Schloss Nr. 1                                                                        | 1475 bis 1500         | Geschützt nach § 2 DSchG                                                |    |
|      | Ehem. Kalefaktorium (Wärmestube)                                         | Bebenhausen, Im Schloss Nr. 1                                                                        | um 1518               | Geschützt nach § 2 DSchG                                                |    |
|      | Kloake                                                                   | Bebenhausen, Im Schloss Nr. 1                                                                        | 1465/66               | Geschützt nach § 2 DSchG                                                |    |
|      | Kirche                                                                   | Bebenhausen, Im Schloss Nr. 2                                                                        | 1183                  | Geschützt nach § 2 DSchG                                                |    |
|      | Friedhöfe                                                                | Bebenhausen, Im Schloss Nr. 2 (bei)                                                                  |                       | Geschützt nach § 2 DSchG                                                |    |
|      | Neuer Bau (ehem. Infirmerie, Herrenhaus, Gästehaus)                      | Bebenhausen, Im Schloss Nr. 3                                                                        | 1515                  | Geschützt nach § 2 DSchG                                                |    |
|      | Sog. Dachsbau (ehem. Abtsküche, Infirmerieküche)                         | Bebenhausen, Im Schloss Nr. 4                                                                        | 1507                  | Geschützt nach § 2 DSchG                                                |    |
|      | Kapff'scher Bau (ehem. neues Krankenhaus)                                | Bebenhausen, Im Schloss Nr. 5                                                                        | 1424                  | Geschützt nach § 2 DSchG                                                |    |
|      | Bandhaus (ehem. Bandscheuer)                                             | Bebenhausen, Im Schloss Nr. 6                                                                        | 1574/75               | Geschützt nach § 2 DSchG                                                |    |
|      | Sog. Bandhausturm bzw. Küferturm                                         | Bebenhausen, Im Schloss Nr. 7                                                                        |                       | Geschützt nach § 2 DSchG                                                |    |
|      | Grüner Turm                                                              | Bebenhausen, Im Schloss Nr. 8                                                                        |                       | Geschützt nach § 2 DSchG                                                |    |
|      | Torturm bzw. Schreibturm                                                 | Bebenhausen, Im Schloss Nr. 9                                                                        | 1439                  | Geschützt nach § 2 DSchG                                                |    |
|      | Kasernenhof                                                              | Bebenhausen                                                                                          |                       | Kulturdenkmal (Verkehrs- und Wirtschaftsfläche)                         |    |
|      | Laufbrunnen                                                              | Bebenhausen, Kasernenhof                                                                             |                       | Geschützt nach § 2 DSchG                                                |    |
|      | Wohnhaus und Ökonomiegebäude                                             | Bebenhausen, Kasernenhof Nr. 4, Nr. 6, Nr. 8, Nr. 10 (ehem. Stallungen und Remisen, sog. Karrenhaus) | 15. Jh.               | Geschützt nach § 2 DSchG                                                |    |
|      | Wohnhaus (ehem. Klosterwagnerei)                                         | Bebenhausen, Kasernenhof Nr. 12                                                                      | 15. Jh.               | Geschützt nach § 2 DSchG                                                |    |
|      | Wohnhaus (ehem. Klosterschmiede, Wohnhaus des Klosterschmieds)           | Bebenhausen, Kasernenhof Nr. 14                                                                      | 1314/15               | Geschützt nach § 2 DSchG                                                |    |
|      | Klostermühle                                                             | Bebenhausen                                                                                          |                       | Kulturdenkmal (Verkehrs- und Wirtschaftsfläche)                         |    |
|      | Wohnhaus                                                                 | Bebenhausen, Klostermühle Nr. 2, Nr. 4                                                               | 1906                  | Geschützt nach § 2 DSchG                                                |    |
|      | Wohnhaus (ehem. Untere Mühle)                                            | Bebenhausen, Klostermühle Nr. 3, Nr. 5                                                               | 1447                  | Geschützt nach § 12 DSchG                                               |    |
|      | Wohnhaus (ehem. Pfisterei)                                               | Bebenhausen, Klostermühle Nr. 7, Nr. 9, Nr. 11, Nr. 13, Nr. 15                                       | 13. Jh.               | Geschützt nach § 12 DSchG                                               |    |
|      | Wohnhaus (ehem. Obere Mühle)                                             | Bebenhausen, Klostermühle Nr. 17, Nr. 19                                                             |                       | Geschützt nach § 12 DSchG                                               |    |
|      | Mühlkanal                                                                | Bebenhausen, Mühlkanal                                                                               |                       | Geschützt nach § 2 DSchG                                                |    |
|      | Schönbuchstraße                                                          | Bebenhausen                                                                                          |                       | Kulturdenkmal (Verkehrs- und Wirtschaftsfläche)                         |    |
|      | Rathaus                                                                  | Bebenhausen, Schönbuchstraße Nr. 2                                                                   | 1925                  | Prüffall                                                                |    |
|      | Ehem. Gemeindebackhaus                                                   | Bebenhausen, Schönbuchstraße Nr. 3                                                                   | um 1800               | Geschützt nach § 2 DSchG                                                |    |
|      | Wohnhaus (ehem. nachklösterliches Forsthaus, Haus des Klosterverwalters) | Bebenhausen, Schönbuchstraße Nr. 4                                                                   | 16. Jh.               | Geschützt nach § 2 DSchG                                                |    |
|      | Wohnhaus                                                                 | Bebenhausen, Schönbuchstraße Nr. 8                                                                   | 1823                  | Prüffall                                                                |    |
|      | Ehem. Schmiede                                                           | Bebenhausen, Schönbuchstraße Nr. 9                                                                   | Mitte 19. Jh.         | Geschützt nach § 2 DSchG                                                |    |
|      | Ehem. Waschhaus                                                          | Bebenhausen, Schönbuchstraße Nr. 10 (neben)                                                          | um 1800               | Geschützt nach § 2 DSchG                                                |    |
|      | Wohnhaus (ehem. Schulhaus)                                               | Bebenhausen, Schönbuchstraße Nr. 14, Nr. 14/1, Nr. 14/2                                              | 1914                  | Geschützt nach § 2 DSchG                                                |    |
|      | Wohnhaus (ehem. Gaststätte Rose)                                         | Bebenhausen, Schönbuchstraße Nr. 21                                                                  | 1877                  | Erhaltenswertes Gebäude                                                 |    |
|      | Gasthaus Hirsch (Bauinschrift)                                           | Bebenhausen, Schönbuchstraße Nr. 28                                                                  | 1759                  | Erhaltenswertes Gebäude, Bauinschrift ist ein Denkmal gemäß §2 DSchG    |    |
|      | Laufbrunnen                                                              | Bebenhausen, Schönbuchstraße Nr. 28 (bei)                                                            | 1759                  | Geschützt nach § 2 DSchG                                                |    |
|      | Wohnhaus, ehem. Post                                                     | Bebenhausen, Schönbuchstraße Nr. 29                                                                  | 1890                  | Erhaltenswertes Gebäude                                                 |    |
|      | Wohnhaus und Ökonomiegebäude                                             | Bebenhausen, Schönbuchstraße Nr. 38                                                                  | 1899                  | Erhaltenswertes Gebäude                                                 |    |
|      | Wohnhaus und Ökonomiegebäude                                             | Bebenhausen, Schönbuchstraße Nr. 44                                                                  | 1898                  | Erhaltenswertes Gebäude                                                 |    |
|      | Wohnhaus (ehem. Post, ehem. Brauerei)                                    | Bebenhausen, Schönbuchstraße Nr. 48                                                                  | 1830/40               | Geschützt nach § 2 DSchG                                                |    |
|      | Gaststätte Waldhorn (Wirtshausschild)                                    | Bebenhausen, Schönbuchstraße Nr. 49                                                                  | um 1845               | Erhaltenswertes Gebäude, Wirtshausschild ist ein Denkmal gemäß §2 DSchG |    |
|      | Quelleinfassung                                                          | Bebenhausen, Am Jordan Nr. 1 (bei)                                                                   |                       | Erhaltenswertes Objekt                                                  |    |
|      | Quelleinfassung                                                          | Bebenhausen, Böblinger Straße Nr. 12 (bei)                                                           |                       | Erhaltenswertes Objekt                                                  |    |

### Bühl
| Bild           | Bezeichnung  | Lage         | Datierung | Beschreibung | ID                       |
| -------------- | ------------ | ------------ | --------- | ------------ | ------------------------ |
| Weitere Bilder | Schloss Bühl | Bühl (Karte) | 1554      |              | Wikidata-Objekt anzeigen |

### Derendingen
| Bild | Bezeichnung                 | Lage                                         | Datierung | Beschreibung | ID |
| ---- | --------------------------- | -------------------------------------------- | --------- | ------------ | -- |
|      | Walter-Erbe-Realschule      | Derendingen, Primus-Truber-Straße 33 (Karte) |           | [ 2 ]        | BW |
|      | Brunnen                     | Derendingen, Sieben-Höfe-Str. (Karte)        |           |              |    |
|      | Evang. Pfarramt Derendingen | Derendingen, Sieben-Höfe-Str. 125 (Karte)    |           |              |    |
|      | Galluskirche                | Derendingen, Sieben-Höfe-Str. 152 (Karte)    |           | [ 3 ]        |    |
|      | Wasch- / Backhaus           | Derendingen, Sieben-Höfe-Str. 147 (Karte)    |           | [ 3 ]        |    |
|      | Zehntscheune                | Derendingen, Sieben-Höfe-Str. 147 (Karte)    | 1500      | [ 3 ]        |    |
|      | Ehem. Dorfschulhaus         | Derendingen, Sieben-Höfe-Str. 145 (Karte)    |           | [ 3 ]        |    |

### Hagelloch
| Bild | Bezeichnung    | Lage                             | Datierung       | Beschreibung | ID |
| ---- | -------------- | -------------------------------- | --------------- | ------------ | -- |
|      | Ev. Kirche     | Hagelloch (Karte)                | 1902-1904       | [ 4 ]        |    |
|      | Pfarrhaus      | Hagelloch, Wahlhau 10 (Karte)    | 1729            | [ 4 ]        |    |
|      | Friedhofsmauer | Hagelloch, Friedensweg (Karte)   |                 | [ 4 ]        |    |
|      | Schloss        | Hagelloch, Torbogenweg 6 (Karte) | 17. Jahrhundert | [ 4 ]        |    |
|      | Zehntscheuer   | Hagelloch, Wahlhau 17 (Karte)    | 1746            | [ 4 ]        | BW |

### Hirschau
| Bild           | Bezeichnung              | Lage                                        | Datierung       | Beschreibung | ID |
| -------------- | ------------------------ | ------------------------------------------- | --------------- | ------------ | -- |
| Weitere Bilder | Pfarrkirche St. Aegidius | Hirschau, Kingersheimer Straße (Kirchplatz) | 15. Jahrhundert | [ 5 ]        |    |

### Kilchberg
| Bild | Bezeichnung       | Lage                                 | Datierung                      | Beschreibung | ID |
| ---- | ----------------- | ------------------------------------ | ------------------------------ | ------------ | -- |
|      | Schloss Kilchberg | Kilchberg, Tessinstraße 46/2 (Karte) | erbaut 15. bis 18. Jahrhundert |              |    |

### Pfrondorf
| Bild | Bezeichnung | Lage                      | Datierung | Beschreibung | ID |
| ---- | ----------- | ------------------------- | --------- | ------------ | -- |
|      | Ev. Kirche  | Pfrondorf, Bei der Kirche | 1833      |              |    |

### Tübingen

#### Gesamtanlage Altstadt
Die gesamte Altstadt Tübingens steht als Gesamtanlage unter Schutz. Aufgrund der Größe der Gesamtanlage ist die Liste aufgeteilt. Sie findet sich in der Liste der Kulturdenkmale in der Gesamtanlage Altstadt Tübingen (A–K) und Liste der Kulturdenkmale in der Gesamtanlage Altstadt Tübingen (L–Z).

#### Andere Teile der Kernstadt
| Bild           | Bezeichnung    | Lage                                 | Datierung                 | Beschreibung                        | ID |
| -------------- | -------------- | ------------------------------------ | ------------------------- | ----------------------------------- | -- |
| Weitere Bilder | Goethehäuschen | Tübingen, Schlossbergstraße, (Karte) | erbaut im 18. Jahrhundert |                                     |    |
| Weitere Bilder | Schwabenhaus   | Tübingen, Gartenstraße 12 (Karte)    | 1868                      | Neo-Rokoko mit Jugendstil-Elementen |    |

### Unterjesingen
| Bild           | Bezeichnung     | Lage                                         | Datierung            | Beschreibung | ID |
| -------------- | --------------- | -------------------------------------------- | -------------------- | ------------ | -- |
|                | Alte Schule     | Unterjesingen, Kirchhalde 1 (Karte)          | 1778                 |              |    |
|                | Bahnhof         | Unterjesingen, Ammertalbahnstr. 16 (Karte)   | 1909                 | [ 7 ]        |    |
| Weitere Bilder | Barbarakirche   | Unterjesingen, Kirchhalde 2 (Karte)          | 1475                 | [ 8 ]        |    |
|                | Rathaus         | Unterjesingen, Jesinger Hauptstr. 56 (Karte) | 1750                 |              |    |
|                | Rosecker Kelter | Unterjesingen, Kirchhalde 10 (Karte)         | 1784                 | [ 9 ]        |    |
|                | Ruhbank         | Unterjesingen, Flurstück 7176 (Karte)        |                      |              |    |
|                | Scheune         | Unterjesingen, Jesinger Hauptstr. 75 (Karte) |                      | [ 10 ]       |    |
|                | Schloss Roseck  | Unterjesingen, Roseck 1 (Karte)              | 1287 (Ersterwähnung) | [ 11 ]       |    |
|                | Wagner-Häusle   | Unterjesingen, Kirchhalde 7 (Karte)          |                      | [ 12 ]       |    |
|                | Zeeb-Haus       | Unterjesingen, Kirchhalde 9 (Karte)          | 1609                 | [ 13 ]       |    |

### Weilheim
| Bild           | Bezeichnung              | Lage                    | Datierung | Beschreibung                                                                                            | ID |
| -------------- | ------------------------ | ----------------------- | --------- | --- | -- |
| Weitere Bilder | Eckhof (oder Hofgut Eck) | Weilheim, Eck 1 (Karte) | 1783      | ca. fünf Kilometer südwestlich des Stadtzentrums, auf dem Rammert, erbaut 1783, erste Erwähnung um 1100 |    |